# Johnstown (Wyoming)
Johnstown és una concentració de població designada pel cens dels Estats Units a l'estat de Wyoming. Segons el cens del 2000 tenia 236 habitants.

## Demografia
Segons el cens del 2000, Johnstown tenia 236 habitants, 83 habitatges, i 60 famílies. La densitat de població era de 2,9 habitants/km².
Dels 83 habitatges en un 28,9% hi vivien nens de menys de 18 anys, en un 56,6% hi vivien parelles casades, en un 12% dones solteres, i en un 27,7% no eren unitats familiars. En el 21,7% dels habitatges hi vivien persones soles el 4,8% de les quals corresponia a persones de 65 anys o més que vivien soles. El nombre mitjà de persones vivint en cada habitatge era de 2,84 i el nombre mitjà de persones que vivien en cada família era de 3,28.
Per edats la població es repartia de la següent manera: un 31,4% tenia menys de 18 anys, un 6,8% entre 18 i 24, un 27,5% entre 25 i 44, un 25% de 45 a 60 i un 9,3% 65 anys o més.
L'edat mediana era de 33 anys. Per cada 100 dones de 18 o més anys hi havia 107,7 homes.
La renda mediana per habitatge era de 27.500 $ i la renda mediana per família de 27.188 $. Els homes tenien una renda mediana de 29.286 $ mentre que les dones 18.000 $. La renda per capita de la població era de 10.521 $. Entorn de l'11,3% de les famílies i el 17,8% de la població estaven per davall del llindar de pobresa.

## Poblacions més properes
El següent diagrama mostra les poblacions més properes.